# Осада Праги
Осада Праги (нем. Belagerung von Prag, чеш. Švédské obléhání Prahy; Битва за Прагу, швед. Slaget vid Prag) — последнее сражение Тридцатилетней войны, проходившее с 25 июля по 1 ноября 1648 года. Шведские войска во главе с генералом Гансом Кёнигсмарком после неудачной попытки взять Прагу, обороняемую австрийским гарнизоном во главе с Рудольфом Коллоредо, предприняли её осаду, также закончившуюся неудачей.

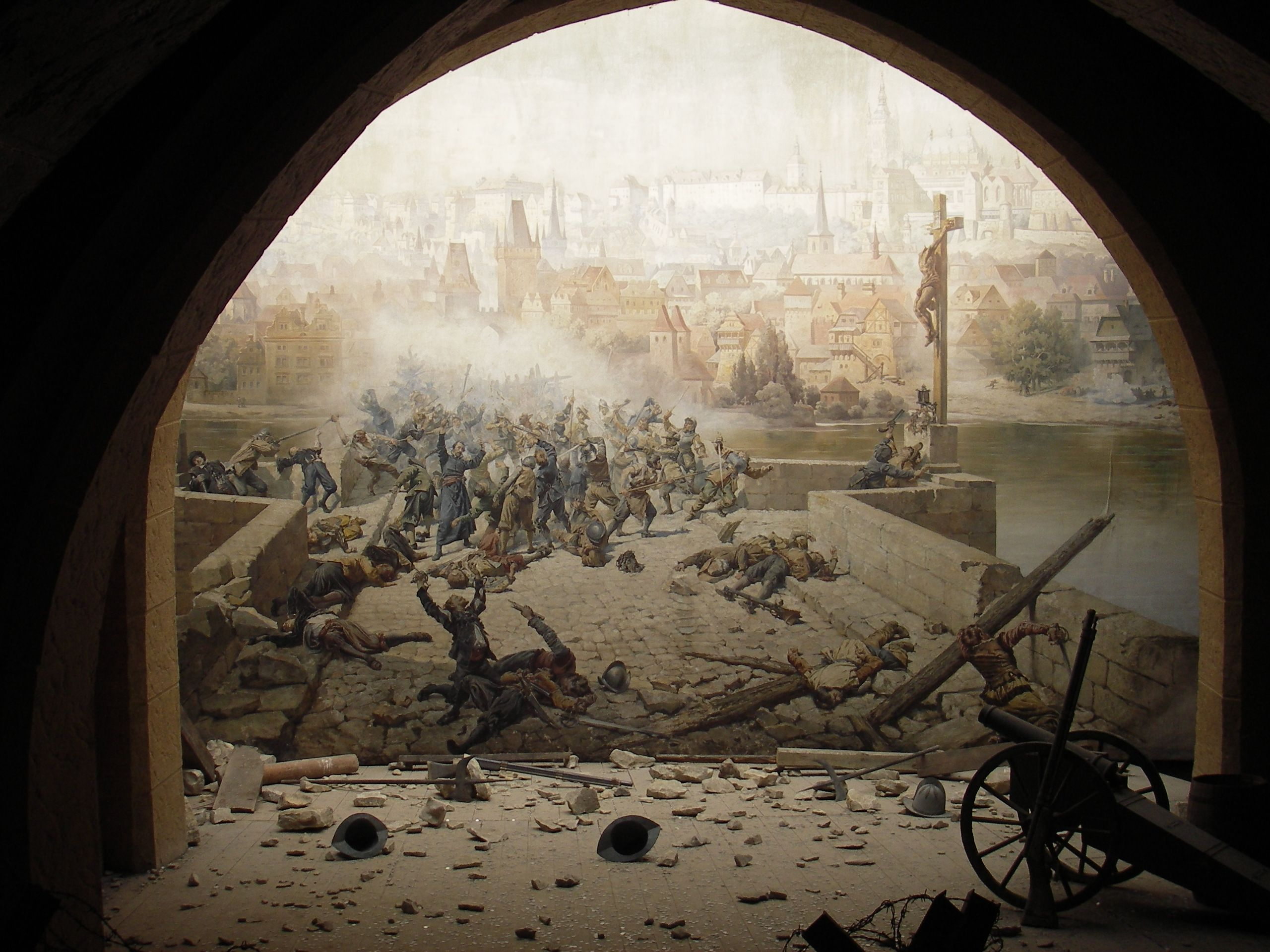
Бои на Карловом мосту 1648 г. Фрагмент диорамы. Худ. Карел Либшер

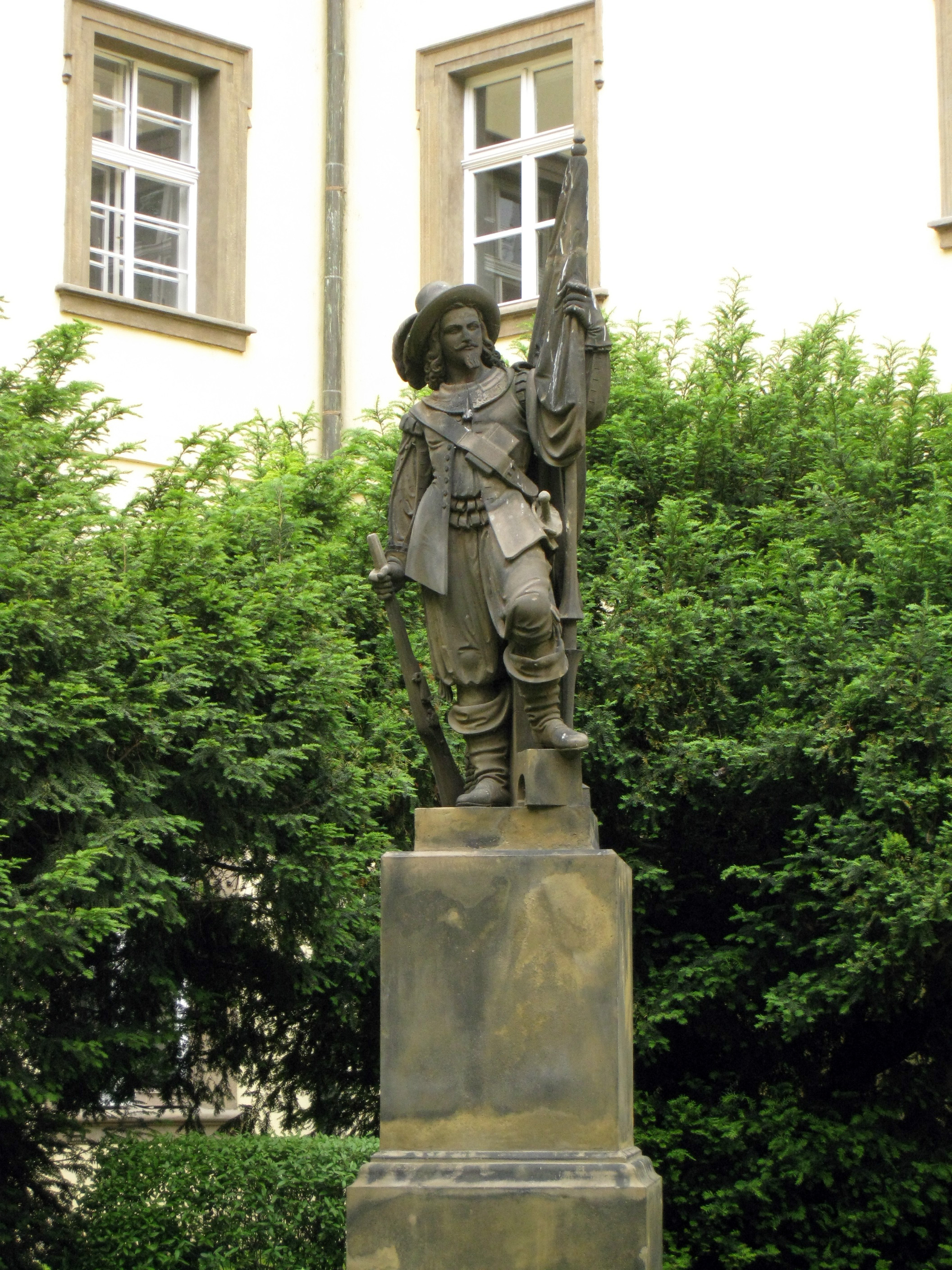
Статуя студенту-ополченцу, открытая к 200-летию осады в Праге. Стоит во дворе Клементинума.

## Ход осады
Шведский генерал Кёнигсмарк захотел воспользоваться ослабленной защитой Богемии и вторгся в королевство в июне 1648 года. Один за другим ему удалось без сопротивления взять небольшие города в западной Чехии, такие как Клатау и Бишофтейниц. Также сдался 2 июля, после нескольких дней осады, Фалькенау, после чего Кенигсмарк вернулся в Верхний Пфальц. Однако шведский генерал в ночь с 25 на 26 июля подошёл к Праге с запада и с помощью имперского инвалида войны и перебежчика Эрнста Одовальского атаковал слабо охраняемую часть городской стены у Страховерских ворот. Там шведы смогли перелезть на стену, одолеть охрану и открыть ворота. Воспользовавшись слабой бдительностью гарнизона, праздновавшего свадьбу императора, шведы сумели незаметно проникнуть в город и захватить Малу-Страну и Пражский град. Сразу после захвата западной части Праги солдаты начали разграбление города, их добычей стали 12 миллионов гульденов, в плен были взяты 80 видных жителей, за которых потребовали выкуп. Шведам достались ценные коллекции, собранные в Пражском Граде императором Рудольфом II. Кёнигсмарк приказал доставить все награбленное под усиленным конвоем в Швецию. Многие из захваченных ценностей позже были использованы для украшения Шведского Королевского дворца. Также шведскими войсками были вывезены экспонаты «Кунсткамеры» (коллекция драгоценных камней и минералов различных регионов, собранная императором Рудольфом II). Наиболее ценными из вывезенных экспонатов являются Гигантский кодекс и Серебряный кодекс.
После взятия шведами западного берега Влтавы гарнизон под командованием Рудольфа Коллоредо организовал оборону Старого и Нового города. Шведы полагали, что жители Праги встретят их как освободителей от гнета Габсбургов, однако они столкнулись с сильным сопротивлением гарнизона и горожан. Граф Коллоредо начал формировать городскую милицию, а также приветствовал создание студенческих легионов из Пражского университета. 
Шведская армия была занята разграблением захваченной части города, вместо того чтобы продолжить атаку на город. 31 июля к Праге подошло шведские части под командованием генерала Виттенберга, и началась блокада города. 3 и 4 августа Прага подверглась сильной бомбежке двух шведских армий. Штурмовать город шведы не решились. Войска Виттенберга заняли позиции к югу от Праги и начали разграбление окрестностей. Осажденные смогли несколько дней отдохнуть и приступить к срочному ремонту городских стен. 
4 октября к западу от города прибыли значительные шведские подкрепления под командованием пфальцграфа Карла Густава, который считался наследником престола и принял на себя командование осаждающими войсками. 6 октября все три шведские армии одновременно атаковали город, но успеха не имели, самый крупный штурм состоялся с 10 по 11 октября. 
24 октября был подписан Вестфальский мир, но, не зная об этом, шведы продолжали осаду. 25 октября состоялся четвёртый крупный штурм города. Шведы предприняли попытку прорыва у городских ворот и сумели добиться частичного успеха. Гарнизон и горожане мужественно отбивались, контратаковали, на исходе был порох. Граф Коллоредо решил начать переговоры со шведами, но те выдвинули настолько унизительные условия, что горожане решительно отказались от них и продолжили борьбу. 1 ноября Карл Густав получил известие о заключении мира и окончании Тридцатилетней войны. Имперские войска помощи прибыли в Прагу 4 ноября, а окончательное перемирие было заключено 29 ноября. Шведские войска отошли, и горожане похоронили 219 погибших защитников города.

## Память
Император Фердинанд III охарактеризовал Старый город, как «Рука с мечом, которая собирается защитить открытые ворота от захватчиков». Этот «двуручный меч» теперь является частью герба Праги. В благодарность за спасение Праги на Староместской площади была построена колонна Деве Марии.
О битве под Прагой поётся в песне «1648» шведской пауэр-метал-группы Sabaton.